# Бешметовка (деревня)
Бешметовка — деревня в Тарском районе Омской области России. Входит в Усть-Тарское сельское поселение.

## История
В списках населенных мест Сибирского края за 1928 г. в составе Екатерининского района Тарского округа значится Бешметовский сельсовет или так называемая группа Бешметовских хуторов состоящая 46 населенных пунктов (хуторов), расположенных вдоль рек Бешметовка, Мурлинка, Изюповка, и населенных белоруссами. По всей видимости в период коллективизации произошло сселение и укрупнение поселений, приведшее к образованию деревни.

## Население
| 2002 | 2010 |
| ---- | ---- |
| 74   | ↘4   |